# Premio Europeo Carlo V
Il Premio Europeo Carlo V è un premio conferito dalla Fondazione Accademia Europeae Iberoamericana di Yuste. Il premio si consegna a quelli che "con il loro sforzo e dedizione, hanno contribuito alla conoscenza generale e alla valorizzazione dei valori culturali, scientifici, storici dell'Europa, così come al processo di unificazione della Comunità Europea".

## Storia
Il premio porta il nome di Carlo V d'Asburgo e viene assegnato  a Yuste, dove Carlo V morì nel 1558. Carlo, nato a Gand (Fiandre) e di antenati tedeschi e spagnoli, nel secolo XVI governò Paesi Bassi, Spagna, Germania e altre nazioni di centroeuropa. Questo imperatore fu un poliglotta (versatile in francese, olandese, tedesco, spagnolo, latino, e italiano) e sostenitore dell'idea medievale di un'Europa cristiana unita. Carlo fu incoronato Imperatore del Sacro Impero Romano Germanico, nella cappella palatina di Aquisgrana, nello stesso luogo dove in precedenza era stato incoronato Carlomagno. 
Questo premio fu istituito nel 1995, per evidenziare lo spirito europeista della Spagna, similmente ad altri premi europei, come il Premio Carlomagno assegnato dalla città di Aquisgrana a partire dal 1950, e fu presentato al Re Juan Carlos I nel 1982.

## Vincitori
- 1995 –  Jacques Delors
- 1998 –  Wilfried Martens
- 2000 –  Felipe González Márquez
- 2002 –  Michail Gorbačëv
- 2004 –  Jorge Fernando Branco Di Sampaio
- 2006 –  Helmut Kohl
- 2008 –  Simone Veil
- 2011 –  Javier Solana Madariaga
- 2013 –  Durao Barroso
- 2016 –  Sofia Corradi
- 2017 –  Marcelino Oreja Aguirre
- 2018 –  Antonio Tajani
- 2019 –  Itinerari culturali del Consiglio d'Europa
- 2021 –  Angela Merkel
- 2022 –  European Disability Forum
- 2023 –  António Guterres
- 2024 –  Mario Draghi